# Sainte-Marie-sur-Ouche
Sainte-Marie-sur-Ouche este o comună în departamentul Côte-d'Or, Franța. În 2009 avea o populație de 651 de locuitori.

## Evoluția populației
| An        | 1975 | 1982 | 1990 | 1999 | 2006 | 2009 |
| --------- | ---- | ---- | ---- | ---- | ---- | ---- |
| Populație | 388  | 560  | 593  | 589  | 623  | 651  |